# Thương mại Đại Việt thời Tây Sơn
Thương mại Đại Việt thời Tây Sơn phản ánh chính sách và kết quả hoạt động thương mại nước Đại Việt cuối thế kỷ 18 đến năm 1802, trong phạm vi lãnh thổ nhà Tây Sơn quản lý.

## Nội thương
Sự phát triển của hoạt động thủ công nghiệp đã tạo tiền đề cho hoạt động thương mại mở mang do chính sách cởi mở của triều đình.
Ngoài Bắc, trung tâm buôn bán là Bắc Thành (tức Thăng Long cũ), phía nam là kinh đô Phú Xuân. Phú Xuân trở thành nơi nhiều người dân đến tụ họp buôn bán, sầm uất hơn những nơi khác trong nước.
Để phục vụ lưu thông hàng hóa, các vua Tây Sơn như Thái Đức, Quang Trung và Cảnh Thịnh đều đúc tiền đồng. Tiền Tây Sơn được đúc nhiều loại và lưu hành rộng rãi, cả đến tận thời Nguyễn.

## Ngoại thương
Nhà Tây Sơn có chủ trương thông thương, mở rộng quan hệ buôn bán với nước ngoài từ khá sớm. Năm 1777, khi chính quyền Tây Sơn làm chủ hầu hết khu vực Đàng Trong, Nguyễn Nhạc đã tạo điều kiện cho các thương gia người Anh buôn bán trong vùng đất mà ông quản lý. Thể theo nguyện vọng của thương nhân Anh, Nguyễn Nhạc cho họ buôn bán cả vụ, chỉ cần trả một khoản thuế nhất định là:
- Thuyền 3 cột buồm nộp 7000 quan (cứ 5 quan bằng 1 đồng Tây Ban Nha)
- Thuyền 2 cột buồm nộp 4000 quan
- Thuyền nhỏ hơn nộp 2000 quan

Do chính sách cởi mở của Nguyễn Nhạc, nền kinh tế hàng hóa được kích thích phát triển, thương nhân các nước đến kinh doanh dễ dàng.
Sau ngày lên ngôi hoàng đế và quản lý cả khu vực Bắc Bộ, Quang Trung cũng bãi bỏ chính sách ức thương mà chính quyền Lê-Trịnh trước đây áp dụng để tạo điều kiện cho hàng hóa lưu thông, thúc đẩy sản xuất phát triển. Đối tác lớn nhất khi đó vẫn là Trung Quốc. Trái với sự kiểm soát ngặt nghèo của chính quyền Đàng Ngoài, Quang Trung chủ trương "mở cửa ải, thông buôn bán, khiến cho hàng hóa không bị ngưng đọng để làm lợi cho dân dùng".
Ngay sau khi quan hệ bang giao với nhà Thanh được bình thường trở lại vào cuối năm 1789, Quang Trung đã viết thư sang yêu cầu Càn Long cho mở cửa ải giữa Việt Nam và Trung Quốc để tiện cho việc đi lại buôn bán giữa nhân dân hai bên, cụ thể là mở chợ Bình Thủy ở trấn Cao Bằng, cửa ải Du Thôn ở Lạng Sơn. Từ chợ Bình Thủy, thương nhân có thể buôn bán với phố Mục Dã (Cao Bằng) và từ ải Du Thôn có thể qua lại phố Kỳ Lừa (Lạng Sơn) rất thuận tiện.
Ngoài ra, Quang Trung còn đề nghị rút miễn thuế buôn và lập nha hàng ở phủ Nam Ninh (Quảng Tây). Những đề nghị của Quang Trung được Càn Long chấp thuận. Do đó, quan hệ giao thương giữa Trung Quốc và Việt Nam được khôi phục và phát triển mạnh mẽ.
Sau khi nhà Tây Sơn mất, các thương nhân đến buôn bán tại Việt Nam vẫn có sự so sánh về chính sách thương mại với chính quyền đương thời. Thương nhân người Anh là Crafurd đến Việt Nam năm 1822, dẫn lại lời các Hoa kiều từng sống ở Huế dưới thời Tây Sơn cho rằng: anh em Tây Sơn cai trị ôn hòa và công bằng hơn vị vua hiện tại (Minh Mạng) hay người cha (Gia Long).

## Nhận định
Về đại thể, do thời gian tồn tại ngắn ngủi, hoạt động thương mại thời Tây Sơn chưa có được những hiệu quả mạnh mẽ đối với nền kinh tế quốc dân, nhưng đã góp phần quan trọng trong việc phục hồi lại sức sống của đất nước sau nhiều năm chiến tranh.